# 克拉斯諾布魯德
克拉斯諾布魯德是波蘭的城鎮，位於該國東南部，距離首府盧布林90公里，由盧布林省負責管轄，面積6.99平方公里，2006年人口3,047。第二次世界大戰期間，納粹德國在1939年9月23日至1944年期間佔領該鎮。